# Најлепше (филм)
Најлепше је јапански филм снимљен 1944. у режији Акире Куросаве. 